# Coolidge, Kansas
Coolidge är en ort i Hamilton County i Kansas. Orten har fått sitt namn efter järnvägsdirektören Thomas Jefferson Coolidge. Vid 2020 års folkräkning hade Coolidge 80 invånare.